# Monodilepas monilifera
Monodilepas monilifera là một loài ốc biển nhỏ or limpet, là động vật thân mềm chân bụng sống ở biển trong họ Fissurellidae. This species is known only from New Zealand.